# Italmodel Ferrovie
Italmodel Ferrovie fu una rivista italiana di attualità e storia delle ferrovie e di modellismo ferroviario, pubblicata dal 1951 al 1979.
Fu fondata dal divulgatore Italo Briano, che era anche il titolare dalla casa editrice che da lui prese la ragione sociale (attiva dal 1944 al 1975). Nel 1975 subentrò la casa editrice Edizioni La Modeltecnica, poi Edizioni Emme, di proprietà di Enrico Milan, titolare di un'importante impresa commerciale del settore fermodellistico, scomparsa nel 1979 a seguito della morte per incidente stradale del suo titolare.

## Storia
La rivista non fu la prima pubblicazione periodica italiana a occuparsi di divulgazione ferroviaria e di fermodellismo ma fu la prima a consolidarsi e a durare, grazie anche al suo ruolo di organo ufficiale, fino alla nascita del suo Bollettino, della Federazione italiana modellisti ferroviari e amici della ferrovia.
All'inisio si denominò "Italmodel" e si qualificò come "rivista di modellismo tecnico", dedicandosi contemporaneamente al modellismo navale, ferroviario, aeronautico e automobilistico. Tuttavia, fin dai primi numeri il fermodellismo prese il sopravvento e già dai primi anni Cinquanta l'aggiunta in copertina del sottotitolo "treni" segnalò le preferenze dei lettori e del suo fondatore, rimaste costanti nel tempo. Dal 1965 il nome divenne definitivamente "Italmodel ferrovie". La pubblicazione da bimestrale diventò mensile quando la proprietà passò alla casa editrice del Milan, e a partire dal 1978 sulla copertina e nella pagina iniziale la testata evidenziò la parola "ferrovie" per sottolineare la maggior attenzione alla divulgazione sui prototipi, anche nella sezione modellistica.
La rinnovata linea redazionale, frutto delle conoscenze tecniche del direttore Erminio Mascherpa, fece guadagnare autorevolezza al periodico e condusse tra l'altro, nel 1979, a dure prese di posizione redazionali nei confronti della Rivarossi, all'epoca la più famosa industria italiana del settore, criticata per la scarsa cura della fedeltà nelle sue produzioni di modelli di prototipi italiani.
Tra il 1965 e il 1967 ebbe inserita, come supplemento interno, la rivista H0 Rivarossi di proprietà dell'omonima ditta produttrice di modelli.
Nel 1979 la stessa casa editrice pubblicò una rivista mensile dedicata esclusivamente al fermodellismo, intitolata Treni & plastici, di cui furono pubblicati soltanto dieci fascicoli essendo scomparsa anch'essa a seguito della morte del suo titolare.

## Direttori
- Italo Briano (1951-1974)
- Erminio Mascherpa (1976-1979)

## Collaboratori
Tra i suoi collaboratori si citano, oltre ai direttori Italo Briano ed Erminio Mascherpa, i dirigenti delle Ferrovie dello Stato Bruno Bonazzelli, Fabio Cherubini e Piero Muscolino. Inoltre anche i feramatori Dino Salomone, Giovanni Cornolò, Adriano Betti Carboncini, Angelo Nascimbene, Sergio Pautasso, Gian Guido Turchi, Gianfranco Berto, Marco Bruzzo, Enrico Paulatti, Franco Tanel e, tra i fermodellisti, Edmondo Tiozzo, Adalberto Schiassi, Luigi Canestrelli, Giorgio Di Modica e Giuseppe Mutolo.
Dopo la sua chiusura molti dei collaboratori dettero vita alla rivista I treni oggi.